# William E. Blatz
William Emet Blatz (/ˈblæts/ ; 30 juin 1895 - 1er novembre 1964) est un psychologue du développement germano-canadien qui a été directeur de l'Institute of Child Study de l'Université de Toronto de 1925 jusqu'à sa retraite en 1960. Il est l'auteur de nombreux ouvrages et reste connu pour sa création de la théorie de la sécurité, précurseur de la théorie de l'attachement.
La théorie de Blatz postule qu'au cours de l'enfance et de la petite enfance, l'être humain a besoin de créer une base de sécurité avec les personnes qui s'occupent de lui afin d'acquérir le courage nécessaire pour braver l'insécurité dans l'exploration du monde. Elle soutient que le manque de résilience psychologique et de confiance en soi à l'âge adulte est le résultat d'un échec dans le développement d'une base de sécurité dans l'enfance.

## Biographie
William Emet Blatz est né à Hamilton, en Ontario, le 30 juin 1895, de parents allemands. Son père, Leo Victor Blatz, avait quitté Würzburg pour s'installer au Canada en 1868, tandis que sa mère, Victoria Mary Mesmer - une parente de Franz Mesmer - était arrivée de Mayence en 1870. Ils se sont mariés à Hamilton, Ontario, en 1871. William Emet est le plus jeune des neuf enfants de la famille.
Blatz obtient son Bachelor of Arts en physiologie en 1916 à l'Université de Toronto et sa maîtrise l'année suivante. Il tente ensuite de s'engager dans les Forces armées canadiennes, mais est rejeté en raison de ses origines allemandes et retourne à l'Université de Toronto pour traiter les vétérans traumatisés par les obus avec le Dr Edward A. Bott. Après la guerre, il commence à étudier la médecine et obtient un diplôme de médecine de l'Université de Toronto en 1921. Il bénéficie ensuite d'une bourse d'études de l'Université de Chicago, où il rencontre sa première femme Margery Rowland et passe son doctorat en psychologie sous la tutelle de Harvey A. Carr (en) en 1924.
Pendant son séjour à Chicago, il conçoit une chaise pliante à commande électrique avec laquelle il tente de mesurer les émotions humaines. Il fixait des électrodes, reliées à un électrocardiographe, à un volontaire sans méfiance, puis l'installait dans la chaise. Au cours d'une conversation polie, Blatz appuyait sur un bouton qui faisait s'effondrer la chaise et le volontaire tombait au sol sur la base de sa colonne vertébrale. L'électrocardiographe mesurait alors les émotions du volontaire à travers le changement de son rythme cardiaque et d'autres réactions physiques. À plusieurs reprises, Blatz a été contraint de quitter la pièce lorsque ses sujets perdaient leur sang-froid.
Blatz est ensuite rappelé à l'Université de Toronto par Edward A. Bott et Clarence M. Hincks pour diriger l'Institute of Child Study rattaché à l'université, et devient professeur adjoint du département de psychologie. Il voyage également à travers les États-Unis, visitant des crèches, et devient directeur de recherche du Comité national canadien d'hygiène mentale. En 1927, il est nommé psychologue consultant auprès du tribunal pour enfants de Toronto.
En 1935, il est nommé conseiller pédagogique des sœurs Dionne et supervise leur développement jusqu'en 1938. En 1941, il se rend en Angleterre avec Clarence M. Hincks pour étudier les besoins en matière de protection de l'enfance en temps de guerre. À la suite d'une discussion avec le ministère britannique de la Santé, Blatz retourne en Angleterre en 1942 avec cinq psychologues pour mettre en place le Garrison Lane Nursery Training Centre à Birmingham, qui sert d'école maternelle modèle pour la formation des éducateurs. En 1946, il conseille le gouvernement canadien dans l’établissement des normes et des règlements pour les crèches. La même année, il épouse sa seconde femme, Annie Louisa Barnard Harris.
En 1960, Blatz prend sa retraite en tant que directeur de l'Institute of Child Study et en 1963, met fin à ses activités professorales. En 1964, il termine l'ébauche de Human Security : Some Reflections et le 1er novembre, il meurt à Toronto à l'âge de 69 ans. Il laisse dans le deuil sa femme, Annie, sa fille, Margery Elsie Blatz, et ses petits-enfants, Jeffrey et James.

## Théorie de la sécurité
Blatz estime que la sécurité est le but premier de l'être humain. Il ne la conçoit cependant pas comme un état statique sujet à des crises mais de manière dynamique. La sécurité est alors définie comme un état d'esprit, caractérisé par la sérénité, née de la confiance en la capacité à faire face à l'avenir. Elle s'appuie sur la prise de décision et l'expérience précoce.
Selon  cette approche, les enfants ont un besoin primordial de pouvoir nourrir un sentiment de confiance totale envers les personnes qui s'occupent d'eux. Cette base de sécurité leur donne le courage d'explorer, de prendre des risques, d'apprendre et finalement de développer la confiance en eux-mêmes. Ainsi, la théorie de la sécurité de Blatz se focalise sur l'émancipation et le développement de la responsabilité ; elle souligne l'importance d'accroître progressivement la liberté de l'enfant à prendre des décisions de manière indépendante, à faire l'expérience des conséquences - succès et échecs - et à acquérir des moyens d'anticipation. En raison des similitudes générales entre les théories, ainsi que du rôle de Blatz en tant que directeur de thèse de Mary Ainsworth, la théorie de la sécurité peut être considérée comme un précurseur de la théorie de l'attachement.

## Publications
- A Psychological Study of the Emotion of Fear. (1924). Chicago: University of Chicago, Department of Psychology.
- The Five Sisters: A Study in Child Psychology. (1938). New York: Morrow.
- Hostages to Peace: Parents and the Children of Democracy. (1940). New York: Morrow.
- Understanding the Young Child. (1944). Toronto: Clarke, Irwin.
- Twenty-Five Years of Child Study, 1926-1951. (1951). Toronto: University of Toronto Press.
- Human Security: Some Reflections, (1966). Toronto: University of Toronto Press.